# The Open Door
The Open Door là album thứ hai của nhóm nhạc rock người Mỹ Evanescence. Đến nay, đã có 3 đĩa đơn và 2 tour diễn cho album này. Có tổng cộng hơn 4 triệu bản đã được bán ra.

## Phát hành

### Doanh thu
The Open Door được phát hành khắp nơi bắt đầu từ Phần Lan vào 25 tháng 9 năm 2006, Nhật Bản: 27 tháng 9, Ireland: 29 tháng 9, Úc: 30 tháng 9, châu Âu: 2 tháng 10 năm 2006, Bắc Mỹ và Argentina: 3 tháng 10.
Phiên bản nhạc số của album đã được làm ra sẵn để bán trên iTunes và Walmart.com vào ngày 15 tháng 8 năm 2006. Phiên bản này bao gồm 1 cuộc phỏng vấn với Amy Lee và 1 bài hát bổ sung có tựa "The Last Song I'm Wasting on You" (thời gian sau bài hát này cũng đã có trên đĩa đơn "Lithium").
Bản album đầy đủ được lên internet vào ngày 4 và 24 tháng 9 năm 2006.
The Open Door ngay khi vừa ra mắt đã có được vị trí quán quân tại được Mỹ, Australia, Đức, Hy Lạp và Thụy Sĩ, và nằm trong top 5 ở Áo, Canada, Pháp, Hồng Kông, Ireland, Israel, Ý, Nhật Bản, Hà Lan, Na Uy, New Zealand, Hàn Quốc, Thụy Điển và Anh. Theo bảng xếp hạng Billboard 200, album đã bán 447.342 bản trong tuần đầu tiên, cũng là album thứ 700 đứng đầu bảng xếp hạng. Chỉ trong 2 tuần trong bảng xếp hạng của Mỹ, album đã bán được gần 725.000 bản. Ngược lại, Fallen khi ra mắt chỉ bán được 142.000 bản song cuối cùng lại bán được gần 6.5 triệu bản chỉ riêng ở Mĩ.
The Open Door thắng giải "Album của năm" tại MTV Australia Video Music Awards 2007 .

### Đĩa đơn
Đĩa đơn đầu tiên trích từ album là "Call Me When You're Sober", được phát hành vào 31 tháng 7 năm 2006 và đã lên sóng radio. Bản đầy đủ của "Call Me When You're Sober" bị lộ ra internet, sau chuyện này, hãng ghi âm đã cho phép các khu vực radio bắt đầu phát sóng bài này. Music Video được thực hiện bởi đạo diễn Marc Webb trong tháng 7 năm 2006.
Đĩa đơn thứ hai là "Lithium", được phát hành ở Anh ngày 8 tháng 1 năm 2007.
Đĩa đơn thứ ba là "Sweet Sacrifice". Theo kế hoạch dự định là bài "All That I'm Living For", tuy nhiên sau khi xem xét những mong muốn của cả fan và chính nhóm thì hãng Wind-up Records đã quyết định đổi sang bài hát "Sweet Sacrifice".
Đĩa đơn thứ tư và cũng là đĩa đơn cuối cùng của album The Open Door là "Good Enough".

## Tour diễn

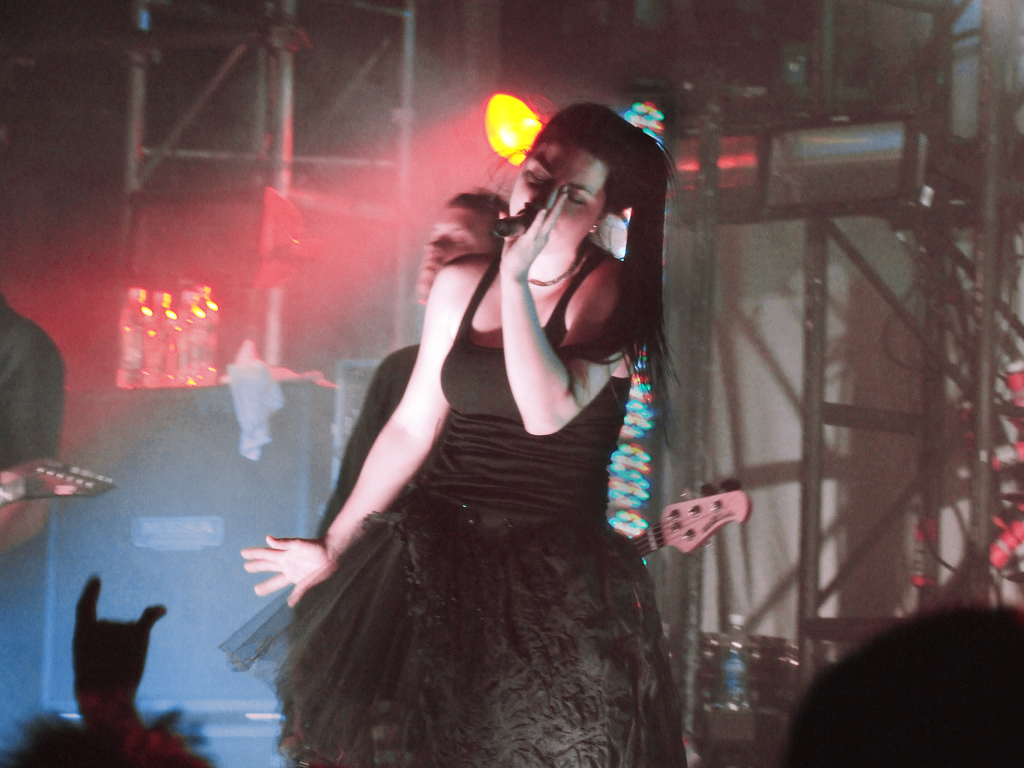
Evanescence biểu diễn ở concert trong giai đoạn đầu của The Open Door world tour.

### Giai đoạn đầu
Giai đoạn đầu của The Open Door world tour bắt đầu vào 5 tháng 10 năm 2006 ở Toronto, Canada và kết thúc đến 15 tháng 12 năm 2006 ở New York. Sau tour ở Bắc Mỹ trong tháng 10, nhóm đã đi du lịch đến châu Âu trong tháng 11 trước khi trở lại Mĩ để diễn ở sân khấu lớn. Giai đoạn của tour này tiếp tục vào 5 tháng 1 năm 2007.

### Giai đoạn hai
Giai đoạn hai của world tour bắt đầu vào ngày 16 tháng 3 năm 2007 ở Fresno, California và kéo dài đến 5 tháng 7 năm 2007. Tour diễn sẽ đi qua Mỹ, Nam Mỹ, tới Nam Phi rồi quay lại Ohio và kết thúc châu Âu (điểm đến cuối cùng là Katowice, Ba Lan).

## Danh sách ca khúc
| STT              | Nhan đề                     | Sáng tác         | Thời lượng |
| ---------------- | --------------------------- | ---------------- | ---------- |
| 1.               | "Sweet Sacrifice"           | Lee, Balsamo     | 3:05       |
| 2.               | "Call Me When You're Sober" | Lee, Balsamo     | 3:34       |
| 3.               | "Weight of the World"       | Lee, Balsamo     | 3:37       |
| 4.               | "Lithium"                   | Lee              | 3:44       |
| 5.               | "Cloud Nine"                | Lee, Balsamo     | 4:22       |
| 6.               | "Snow White Queen"          | Lee, Balsamo     | 4:22       |
| 7.               | "Lacrymosa"                 | Lee, Balsamo     | 3:37       |
| 8.               | "Like You"                  | Lee              | 4:16       |
| 9.               | "Lose Control"              | Lee, Balsamo     | 4:50       |
| 10.              | "The Only One"              | Lee, Balsamo     | 4:40       |
| 11.              | "Your Star"                 | Lee, Balsamo     | 4:43       |
| 12.              | "All That I'm Living For"   | Lee, LeCompt     | 3:48       |
| 13.              | "Good Enough"               | Lee              | 5:31       |
| Tổng thời lượng: | Tổng thời lượng:            | Tổng thời lượng: | 54:15      |

| Japanese edition bonus track | Japanese edition bonus track                   | Japanese edition bonus track | Japanese edition bonus track |
| STT                          | Nhan đề                                        | Sáng tác                     | Thời lượng                   |
| ---------------------------- | ---------------------------------------------- | ---------------------------- | ---------------------------- |
| 14.                          | "Call Me When You're Sober" (acoustic version) | Lee, Balsamo                 | 3:39                         |

| Japanese limited edition | Japanese limited edition             | Japanese limited edition |
| STT                      | Nhan đề                              | Thời lượng               |
| ------------------------ | ------------------------------------ | ------------------------ |
| 15.                      | "Call Me When You're Sober" (video)" |                          |
| 16.                      | "Making of the Video – hậu cảnh"     |                          |

Notes
- Trong buổi phỏng vấn với Metal Edge Lee thừa nhận rằng có rất nhiều bản thu trong đó có "The Last Song I'm Wasting on You" (nằm trong mặt B của "Lithium"), "If You Don't Mind" và "Together Again" đã được thu cho album này.[2]
- Ấn bản 2 đĩa Japanese limited edition được phát hành vào ngày 27 tháng 9 năm 2006, bao gồm video của "Call Me When You're Sober" và hậu cảnh. Phần đĩa CD cũng có thêm bonus track.[1]

## Xếp hạng
| Bảng xếp hạng (2006)         | Vị trí cao nhất |
| ---------------------------- | --------------- |
| U.S. Billboard 200           | 1               |
| Australia Top 50 Albums      | 1               |
| Austria Top 75 Albums        | 2               |
| Belgium Top 50 Albums        | 9               |
| Brazil                       | 1               |
| Canada Top 50 Albums         | 2               |
| Czech Republic Top 50 Albums | 4               |
| Denmark Top 40 Albums        | 5               |
| Estonia Top 100 Albums       | 4               |
| Finland Top 40 Albums        | 5               |
| France Top 100 Albums        | 2               |
| Germany Top 100 Albums       | 1               |
| Greek International Albums   | 1               |
| Irish Top 75 Albums          | 3               |
| Israel                       | 2               |

| Bảng xếp hạng (2006)       | Vị trí cao nhất |
| -------------------------- | --------------- |
| Italy                      | 2               |
| Japan                      | 4               |
| Mexican                    | 1               |
| Netherlands Top 100 Albums | 2               |
| New Zealand Top 40 Albums  | 2               |
| Norway Top 40 Albums       | 2               |
| Polish                     | 8               |
| Portugal                   | 2               |
| Spain                      | 5               |
| Sweden Top 60 Albums       | 2               |
| Switzerland Top 100 Albums | 1               |
| UK Top 75 Albums           | 2               |
| Venezuela                  | 2               |
| Europe                     | 1               |
| United World Chart         | 1               |

## Thành phần tham gia sản xuất
Evanescence
- Amy Lee – hát, piano
- Terry Balsamo – guitar
- Will Hunt – guitar
- Tim McCord – bass
- Troy McLawhorn – trống

Nghệ sĩ khác
- DJ Lethal – kỹ thuật viên
- Bon Harris – kỹ thuật viên
- David Campbell - hòa âm dàn dây
- Seattlemusic - dàn dây
- Carrie Lee và Lori Lee – hát nền trong "Call Me When You’re Sober"
- Millennium Choir, Los Angeles – hát nền	
  - Susan Youngblood
  - Talaya Trigueros
  - Mary Gaffney
  - Alyssa Campbell
  - Bebe Gordon
  - Melanie Bruno
  - Dwight Stone
  - Eric Castro
  - Darryl Phinnessee
  - Tamara Bernard
  - Kevin Dalby
  - Marcella Carmona
  - Tania Themmen
  - Joanne Paratore
  - Lisa Wall-Urgero